# Torilis pseudonodosa
Torilis pseudonodosa är en växtart i släktet rödkörvlar och familjen flockblommiga växter. Den beskrevs av Giuseppe Bianca.

## Utbredning
Arten förekommer från Medelhavsområdet till Iran.